# سیمون تیبلینگ
سیمون تیبلینگ (سوئدی: Simon Tibbling؛ زادهٔ ۷ سپتامبر ۱۹۹۴) یک بازیکن فوتبال اهل سوئد است.

## باشگاهی
از باشگاه‌هایی که در آن بازی کرده‌است می‌توان به خرونینگن و دیورگاردن اشاره کرد.